# Digitoksin
Digitoksín je srčni glikozid s podobno strukturo kot digoksin, s podobnimi, a dolgotrajnejšimi učinki. Za razliko od digoksina (ki se izloča iz telesa skozi ledvice) se izloča preko jeter, tako se lahko uporablja pri bolnikih s slabo delujočimi ledvicami. Zdaj se redko uporablja v medicini.
Medtem ko so po več nadzorovanih raziskavah digoksina rezultati pokazali učinkovitost pri bolnikih s srčnim popuščanjem, dokazi za digitoksin niso tako močni, čeprav se domneva, da je podobno učinkovit. Pridobiva se iz rdečega in dlakavega naprstca.

## Strupenost
Digitoksin kaže podobne toksične učinke kot običajni digoksin in sicer: anoreksijo, slabost, bruhanje, drisko, zmedenost, motnje vida in srčne aritmije. Fragmenti protiteles antidigoksina so specifični za zdravljenje za zastrupitve z digoksinom, učinkoviti pa so tudi v resnih zastupitvah z digitoksinom. Uporaba frakcije Fab ovčjih protiteles je indicirana pri hudih zastrupitvah z digoksinom in digitoksinom,  ki jih spremljajo nevarne, življenje ogrožajoče motnje srčnega ritma (kot so prekatno migetanje (ventrikularna fibrilacija), prekatna tahikardija ali kompletni preddvornoprekatni blok), ki so odporne na zdravljenje z običajnimi antiaritmiki ali elektrostimulacijo.